# Winslow Homer
Winslow Homer (24. veljače 1836. – 29. rujna 1910.) bio je američki slikar i grafičar, poznat po pejzažima i pomorskim motivima, te kao jedan od najznačajnih likovnih umjetnika u SAD-u u 19. stoljeću. Bio je samouki umjetnik, a karijeru je započeo kao ilustrator za novine. Kasnije se preorijentirao na slikanje uljenim bojama, da bi kasnije radio u akvarelu.

## Životopis
Winslov Homer se u djetinjstvu i mladosti počeo baviti likovnom umjetnošću kao samouki slikar, uglavnom pod utjecajem majke koja je slikala akvarele. Godine 1855. radio je kao šegrt u jednoj litografskoj radionici u Bostonu. Počevši od 1857. surađivao je kao ilustrator za različite časopise, najviše za Harper's Weekly Magazine i Ballou's Pictorial Magazine.
Njegova likovna djela su karakterizirana jednostavnim oblicima i vrlo oštrim konturama, u jakom kontrastu svijetla i sjene. Ovaj način slikanja će biti karakterističan za Homera tijekom cijele umjetničke karijere.
Godine 1859. Winslow Homer se seli u New York, gdje nastavlja raditi kao ilustrator za knjige i časopise i gdje otvara atelje, započinjući tako pravu slikarsku karijeru. S izbijanjem Američkog građanskog rata, Homer je više puta posjetio prve crte bojišnice, pogotovo one u Virginiji, slikajući prizore bitaka i vojničkog života, prizore koje je slikao još dugo godina isključivo po sjećanju. Kako bi prikazao ratne scene počeo je ozbiljnije koristiti tehniku uljenih boja, kojima je realistički s hladnom objektivnošću prikazao svu surovost rata. Godine 1867. preselio se na godinu dana u Pariz, gdje se upoznaje s radom impresionista.
Iako s impresionizmom ima puno dodirnih točaka, kao npr. posebna pažnja prema prirodnoj svjetlosti i slikanje u prirodi, impresionisti nisu nikad posebno utjecali na Homera.
Godine 1873. počinje koristiti tehniku akvarela i u kratko vrijeme ova tehnika postaje jednako važna kao i ulje na platnu. Scene prikazane akvarelom uglavnom prikazuju idilične scene života na selu i poznata turistička središta s otmjeno odjevenim ženama i djecom u igri. Slike iz tog razdoblja karakterizira svježi i opušteni stil. Homer se 1881. seli u Englesku na obalu Northumberlanda i tamo ostaje dvije godine, gdje mu se budi interes za more i život ribara i njihovih obitelji, koje prikazuje u nizu slika kako akvarelom tako i uljem na platnu. U povratku u SAD, Homer se seli u gradić Prout's Neck, na obali Mainea, gdje kreira većinu najvažnijih slika s temom mora i života vezanog uz more. Kako bi pronašao inspiraciju za slikanje scena vezanih uz more, od 1884. Homer često putuje u obalne i otočne zemlje kao Floridu, Kubu i Bahame. Veći dio mnogih slika ovog razdoblja su akvareli koji odišu spontanošću i gotovo impresionističkom svježinom, zadržavajući uvijek svoj temelj u realizmu. U ovom je razdoblju često nastojao prikazati dramatičnost borbe čovjeka protiv sila prirode, uglavnom prikazom usamljenih mornara na malim plovilima usred olujnog mora. Jedna od najpoznatijih slika ove vrste je "The Fog Warning", ulje na platnu koji prikazuje bješnjenje oluje na moru iz perspektive mornara na malom plovilu. Homerov cilj, međutim, nije realistički prikaz scene, usprkos slikanju s mnoštvom detalja. Njega je više zanimao prikaz dramatičnosti teških situacija u kojem se nalazi čovjek, njegova usamljenost u borbi protiv sila prirode i indiferencija prirode naspram ljudskog života i njegove patnje.
Ekspresivnost u njegovim zrelim djelima imala je velik utjecaj na kasnije slikare realizma u Sjevernoj Americi.
Winslow Homer je umro 29. rujna 1910. u svojoj kući u Prout's Necku.

## Galerija slika
- The War for the Union, 1862., drvorez
- The Bridle Path, 1868., uljene boje (Clark Art Institute)
- A Rainy Day in Camp, 1871., ulje na platnu. Privatna zbirka.
- Gloucester Harbor, 1873., ulje na platnu. Nelson-Atkins Museum of Art
- Song of the Lark, 1876., ulje na platnu. Chrysler Museum of Art
- Camp Fire, 1877–1878., ulje na platnu. Metropolitan Museum of Art
- Perils of the Sea, 1881., akvarel. Sterling and Francine Clark Art Institute
- Santiago de Cuba: Street Scene, 1885. akvarel i ugljen. Yale University Art Gallery
- Improve the Present Hour, 1889., bakrorez
- After the Hurricane, Bahamas, 1899., akvarel (Art Institute of Chicago)[7]
- The Red Canoe, 1889., akvarel, Peabody Collection
- The new novel, 1877., Museum of Fine arts, Springfield

## Vanjske poveznice
- Wood, Peter H. "Winslow Homer and the American Civil War", predavanje o Winslowu Homeru i njegovom interesu za Američki građanski rat. Southern Spaces, 4. ožujka 2011.
- Radovi Winslowa Homera na www.Winslow-Homer.com  Arhivirana inačica izvorne stranice od 14. studenoga 2020. (Wayback Machine), pristupljeno 21. srpnja 2014.
- Winslow Homer u National Gallery of Art  Arhivirana inačica izvorne stranice od 27. lipnja 2014. (Wayback Machine), karijera od 1850-ih do 1910 (fotografije visoke rezolucije). Pristupljeno 21. srpnja 2014.
- Winslow Homer na White Mountain paintings  Arhivirana inačica izvorne stranice od 2. rujna 2014. (Wayback Machine), pristupljeno 21. srpnja 2014.
- Winslow Homer na AskART., pristupljeno 21. srpnja 2014.
- "Winslow Homer: Making Art, Making History"  Arhivirana inačica izvorne stranice od 3. prosinca 2013. (Wayback Machine) izložba na Sterling and Francine Clark Art Institute 2005. godine. Pristupljeno 21. srpnja 2014.
- Winslow Homer na MuseumSyndicate  Arhivirana inačica izvorne stranice od 15. ožujka 2013. (Wayback Machine), pristupljeno 21. srpnja 2014.
- Dokumenti Winslowa Homera u pismohrani "Smithsonian Archives of American Art"  Arhivirana inačica izvorne stranice od 6. prosinca 2010. (Wayback Machine), pristupljeno 21. srpnja 2014.
- Dokumenti Philipa C. Beama, 1946. - 1993., Homerovog biografa u pismohrani "Smithsonian Archives of American Art". Pristupljeno 21. srpnja 2014.